# Ван-Горн (Техас)
Ван-Горн (англ. Van Horn) — місто (англ. town) в США, в окрузі Калберсон на заході штату Техас, приблизно за 170 км на південний схід від Ель-Пасо і за 640 км на захід від Сан-Антоніо. Населення — 1941 особа (2020).

## Географія
Ван-Горн розташований за координатами 31°2′26″ пн. ш. 104°50′3″ зх. д. / 31.04056° пн. ш. 104.83417° зх. д. (31.040672, -104.834154).  За даними Бюро перепису населення США в 2010 році місто мало площу 7,35 км², уся площа — суходіл.

### Клімат
| Клімат : Ван-Горн                               | Клімат : Ван-Горн | Клімат : Ван-Горн | Клімат : Ван-Горн | Клімат : Ван-Горн | Клімат : Ван-Горн | Клімат : Ван-Горн | Клімат : Ван-Горн | Клімат : Ван-Горн | Клімат : Ван-Горн | Клімат : Ван-Горн | Клімат : Ван-Горн | Клімат : Ван-Горн | Клімат : Ван-Горн |
| Показник                                        | Січ.              | Лют.              | Бер.              | Квіт.             | Трав.             | Черв.             | Лип.              | Серп.             | Вер.              | Жовт.             | Лист.             | Груд.             | Рік               |
| Абсолютний максимум, °C                         | 26,7              | 30,6              | 34,4              | 37,8              | 40,6              | 44,4              | 42,2              | 42,2              | 40,0              | 36,7              | 30,0              | 27,8              | 44,4              |
| Середній максимум, °C                           | 14,9              | 17,6              | 21,6              | 26,4              | 30,8              | 34,9              | 34,2              | 33,4              | 30,4              | 26,1              | 19,7              | 15,2              | 25,4              |
| Середня температура, °C                         | 6,1               | 8,9               | 12,2              | 16,7              | 22,2              | 26,1              | 26,1              | 25,6              | 22,8              | 17,2              | 11,7              | 6,7               | 16,9              |
| Середній мінімум, °C                            | −1,6              | 0,3               | 3,7               | 8,3               | 13,2              | 17,9              | 19,1              | 18,5              | 14,9              | 9,2               | 2,6               | −1,2              | 8,7               |
| Абсолютний мінімум, °C                          | −21,7             | −19,4             | −12,8             | −4,4              | 0,6               | 7,2               | 11,7              | 7,8               | 0,6               | −5                | −12,2             | −17,8             | −21,7             |
| Норма опадів, мм                                | 11                | 13                | 5                 | 8                 | 13                | 31                | 60                | 55                | 38                | 33                | 12                | 14                | 294               |
| ----------------------------------------------- | ----------------- | ----------------- | ----------------- | ----------------- | ----------------- | ----------------- | ----------------- | ----------------- | ----------------- | ----------------- | ----------------- | ----------------- | ----------------- |
| Джерело: The Weather Channel (Monthly Averages) |                   |                   |                   |                   |                   |                   |                   |                   |                   |                   |                   |                   |                   |

## Демографія
Згідно з переписом 2010 року, у місті мешкали 2063 особи в 779 домогосподарствах у складі 539 родин. Густота населення становила 281 особа/км².  Було 915 помешкань (124/км²).
Расовий склад населення:
| - 78,0 % — білих - 1,3 % — корінних американців - 1,0 % — азіатів - 0,6 % — чорних або афроамериканців - 16,0 % — осіб інших рас |

До двох чи більше рас належало 3,1 %. Частка іспаномовних становила 79,5 % від усіх жителів.
За віковим діапазоном населення розподілялося таким чином: 28,7 % — особи молодші 18 років, 56,7 % — особи у віці 18—64 років, 14,6 % — особи у віці 65 років та старші. Медіана віку мешканця становила 37,3 року. На 100 осіб жіночої статі у місті припадало 93,3 чоловіків;  на 100 жінок у віці від 18 років та старших — 87,2 чоловіків також старших 18 років.
Середній дохід на одне домашнє господарство  становив 47 490 доларів США (медіана — 35 474), а середній дохід на одну сім'ю — 54 504 долари (медіана — 39 318). Медіана доходів становила 34 073 долари для чоловіків та 21 736 доларів для жінок. За межею бідності перебувало 27,6 % осіб, у тому числі 36,5 % дітей у віці до 18 років та 33,9 % осіб у віці 65 років та старших.
Цивільне працевлаштоване населення становило 979 осіб. Основні галузі зайнятості: мистецтво, розваги та відпочинок — 21,0 %, освіта, охорона здоров'я та соціальна допомога — 17,7 %, роздрібна торгівля — 17,2 %.

## Галерея
|  |  |  |